# Dichiarazione di Durban
La dichiarazione di Durban è un documento sottoscritto da oltre 5.000 tra medici e scienziati, che afferma che il virus HIV è la causa dell'AIDS. Fu scritta diverse settimane prima della Conferenza Internazionale sull'AIDS che ebbe luogo a Durban tra il 9 e il 14 luglio 2000 e venne pubblicata sulla rivista scientifica Nature in concomitanza con la conferenza. La dichiarazione afferma che il nesso causale tra HIV e AIDS è "chiaramente definito, esaustivo e inequivocabile".

## Contesto storico
Tale documento fu realizzato in risposta alle varie ipotesi alternative sull'AIDS, indirizzato in particolar modo all'allora presidente della Repubblica Sudafricana Thabo Mbeki per la sua politica sanitaria. Michael Specter, scrivendo sul New Yorker, definì la dichiarazione di Durban come "uno dei più tristi documenti della storia scientifica moderna", riferendosi alla preoccupazione di disastrose ripercussioni sull'epidemia di AIDS in Sudafrica come conseguenza della volontà di Mbeki di abbracciare le ipotesi alternative sulla malattia. Secondo quanto riferito, il governo di Mbeki fece pressioni sugli scienziati sudafricani affinché non firmassero il documento e inizialmente respinse la dichiarazione. Il ministro della sanità Manto Tshabalala-Msimang la definì "elitaria", mentre il portavoce di Mbeki, Parks Mankahlana, disse che doveva essere "buttata nella spazzatura".
Ciascuna delle persone che firmarono la dichiarazione era in possesso di un dottorato di ricerca o di una laurea in medicina; per evitare conflitti di interessi fu chiesto di non firmare agli scienziati che lavorano per società commerciali. Tra i firmatari erano compresi anche undici vincitori del Premio Nobel.

## Conseguenze
Numerosi negazionisti criticarono la dichiarazione in una lettera inviata presso l'editore della rivista Nature, etichettando la questione come una riduzione del loro diritto alla libertà di parola e un'intolleranza nei confronti dei punti di vista alternativi. Di risposta Nature pubblicò una prima lettera con un elenco dettagliato delle dichiarazioni inesatte fatte dai negazionisti nei loro attacchi alla dichiarazione e una seconda lettera, satirica, di due ricercatori attivi nello studio dell'AIDS, che recita: "Crediamo strenuamente nel diritto alla libertà di parola, è tuttavia Nature il luogo appropriato dove militare a favore del modello pre-copernicano dell'universo o dell'esistenza del flogisto?".
Nel 2008 esperti indipendenti di sanità pubblica stimarono in 300.000 i decessi per AIDS nella popolazione sudafricana e in 200.000 i nuovi casi di infezioni conseguenti alle politiche sanitarie del governo basate sulle ipotesi negazioniste criticate dalla dichiarazione di Durban.